# Communauté underground
 (avril 2008).
Si vous disposez d'ouvrages ou d'articles de référence ou si vous connaissez des sites web de qualité traitant du thème abordé ici, merci de compléter l'article en donnant les références utiles à sa vérifiabilité et en les liant à la section « Notes et références ».
Une communauté underground est une communauté alternative, se voulant à l'écart de la société et tenue à l'écart des médias de masse. Elle peut s'appliquer dans de nombreux domaines, tels que la musique ou l'informatique.
Les univers gothiques, ska punk sont des exemples d'univers underground.

## En musique
La communauté underground en musique représente un groupe de personnes qui aime et/ou qui joue la musique underground, c'est-à-dire une musique plus ou moins accessible et principalement jouée dans les salles peu connues du grand public. Le ska punk fait, entre autres, partie de la musique underground. Les musiciens jouant dans les salles underground sont habituellement des artistes engagés et n'ont pas comme premier but de faire de l'argent en donnant leurs concerts.
- Attention, ne pas confondre underground avec sous-sol ou cave d'immeubles : ce n'est qu'un terme générique.